# Starrett Brothers & Eken
Starrett Corporation, anteriormente conocida como  'Starrett Brothers, Inc.'  y  'Starrett Brothers y Eken' , es una empresa de desarrollo y construcción de bienes raíces conocida por haber construido el Empire State Building, Stuyvesant Town,  Starrett City y Trump Tower en New York City.

## Historia
Fundada en 1922 e incorporada en Dover, Delaware, en febrero de 1929, la capitalización inicial de la compañía fue de 1.500.000 acciones sin valor nominal. Los incorporadores fueron Alfred G. Mueller, Alfred W. Boser y Atlee W. Estarbrook, de Ciudad de Nueva York.
Con sus subsidiarias, el negocio tuvo una capitalización total de aproximadamente $ 40,000,000. Starrett Corporation adquirió todo el capital social de Starrett Brothers, una empresa de construcción. Starrett Corporation participó en la construcción y financiación de edificios en los principales centros urbanos de los Estados Unidos. Paul Starrett se convirtió en presidente de la junta y William A. Starrett se desempeñó como presidente y director.
En 1963, Robert Olnick se convirtió en presidente y cambió el enfoque hacia la construcción de viviendas de bajos y medianos ingresos que no requerían financiamiento ya que eran financiadas por el gobierno. En 1970, Henry Benach compró una cuarta parte de las acciones de la empresa y se convirtió en presidente. Cambió el nombre de la empresa  'Starrett Housing Corporation' . En 1977, Starrett compró HRH Construction (fundada por Saul Horowitz en 1925) que se convirtió en una subsidiaria. En 1978, Starrett adquirió  Levitt Corporation (fundada por Abraham Levitt en 1938) de la ITT Corporation. En 1995, la empresa pasó a llamarse  'Starrett Corporación.  '<Nombre de referencia = FundUniv /En junio de 1997, Jacob Frydman, intentó comprar la empresa por $ 84 millones, $ 12,25 por acción, después de llegar a un acuerdo con los hermanos Paul Milstein y Seymour Milstein que poseían el 33% de las acciones de Starrett. y presidente Henry Benach que poseía el 19% de las acciones de Starrett. En octubre de 1997, el Sr. Paul Milstein, presidente de Starrett, anunció que la empresa se estaba vendiendo a filiales de Lawrence Ruben Co., Blackacre Capital Group, Amroc Investments y Argent Ventures, con sede en Manhattan.
Unos meses después del cierre de la adquisición de Starrett por Lawrence Ruben Co., Blackacre Capital Group, Amroc Investments y Argent Ventures, la compañía anunció que Joel Simon, exejecutivo de Olympia & York Companies (EE. UU.), se convertirá en su nuevo director ejecutivo

## Subsidiarias
Una subsidiaria, la Starrett Building Company de Chicago, Illinois, erigió las vigas de acero en el National Parking Garage en Chicago, en 1929. Otras dos subsidiarias eran Starrett Investing Corporation y Wall and Hanover Streets Realty Company. La última subsidiaria era propietaria del Wall and Hanover Building de treinta y cinco pisos en 59  -  63 Wall Street, Manhattan.
Las subsidiarias de Starrett Corporation también incluyen a  Levitt Corporation, que construyó viviendas de tracto después de Segunda Guerra Mundial. Más recientemente, la compañía mantuvo un exitoso negocio de construcción de viviendas en Puerto Rico y Florida.